# Корпусна група «D»
Корпусна́ гру́па «D» (нім. Korps-Abteilung D) — оперативно-тактичне об'єднання Вермахту, корпусна група в роки Другої світової війни. 10 вересня 1944 переформована на 56-ту піхотну дивізію другого формування.

## Історія
Корпусна група «D» була сформована 2 листопада 1943 шляхом об'єднання розгромлених на Східному фронті 56-ї та 262-ї піхотних дивізій Вермахту в групі армій «Центр».

## Райони бойових дій
- СРСР (центральний напрямок) (листопад 1943 — серпень 1944);
- Східна Пруссія (серпень — вересень 1944).

## Командування

### Командири
- генерал-лейтенант Вінценц Мюллер (нім. Vincenz Müller) (15 листопада 1943 — 10 червня 1944);
- генерал-майор Бернгард Памберг (нім. Bernhard Pamberg) (10 червня — 15 липня 1944);
- оберст Едмунд Блаурок (нім. Edmund Blaurock) (15 липня — 10 вересня 1944).

## Бойовий склад корпусної групи «C»
Формування управління, забезпечення та підтримки
- 156-й фузілерний батальйон (Füsilier-Bataillon 156);
- 156-й протитанковий батальйон (Panzerjäger-Abteilung 156);
- 156-й батальйон зв'язку (Nachrichten-Abteilung 156);
- 156-й навчальний батальйон (Feldersatz-Bataillon 156);
- 156-й саперний батальйон (Pionier-Bataillon 156);
- 156-те управління постачання (Nachschubtruppen 156).

- 171-й гренадерський полк (Grenadier Regiment 171);
- 234-й гренадерський полк (Grenadier Regiment 234);
- 262-га дивізійна група (Divisionsgruppe 262);
- 156-й артилерійський полк (Artillerie-Regiment 156).

- 56-та дивізійна група (Divisionsgruppe 56);
- 262-га дивізійна група;
- 761-ша гренадерська бригада (Grenadier-Brigade 761);
- 156-й артилерійський полк.